# Anopheles geometricus
Anopheles geometricus är en tvåvingeart som beskrevs av Correa 1944. Anopheles geometricus ingår i släktet Anopheles och familjen stickmyggor. Inga underarter finns listade i Catalogue of Life.